# برنارد آکسلی
برنارد آکسلی (انگلیسی: Bernard Oxley; ۱۶ ژوئن ۱۹۰۷ – ۷ ژانویهٔ ۱۹۷۵) بازیکن فوتبال اهل بریتانیا بود.
از باشگاه‌هایی که در آن بازی کرده‌است می‌توان به باشگاه فوتبال شفیلد ونزدی، باشگاه فوتبال استوک‌پورت کانتی، باشگاه فوتبال اسکانتورپ یونایتد، باشگاه فوتبال شفیلد یونایتد، باشگاه فوتبال چسترفیلد، باشگاه فوتبال وورکساپ تاون، و باشگاه فوتبال پلیموث آرگیل اشاره کرد.